# Gyrophragmium
Gyrophragmium es un género de hongos Agaricales, perteneciente a la familia Agaricaceae.

## Especies
- Gyrophragmium argentinum
- Gyrophragmium californicum
- Gyrophragmium carettei
- Gyrophragmium delilei
- Gyrophragmium dunalii
- Gyrophragmium inquinans
- Gyrophragmium italicum